# Mohamed Morsi
Mohamed Morsi Muhammad Morsi Isa Al-Ayyat (în arabă محمد مرسى عيسى العياط, n. 8 august 1951, El-Adwah⁠(d), Ash Sharqiyah, Egipt – d. 17 iunie 2019, Cairo, Egipt) a fost un politician egiptean și președinte al Egiptului.

## Cariera politică
Morsi a fost ales în Parlament în 2000. El a servit ca deputat între 2000 și 2005, oficial în calitate de independent pentru că Frăția Musulmană, din care face parte, a fost împiedicată să nominalizeze candidați sub fostul președinte Hosni Mubarak. A fost un membru al Biroului de Orientare al Frăției Musulmane până a devenit membru-fondator al Partidului Libertății și Justiției, în anul 2011, iar mai târziu a fost ales în funcția de președinte al noului partid. În 2010, Morsi a declarat că "soluția celor două state nu este altceva decât o iluzie născocită de către uzurpator brutal al teritoriilor palestiniene." 

### Arestat
La 28 ianuarie 2011, Morsi a fost arestat împreună cu alți 24 de lideri ai Frăției Musulmane. A fost eliberat din închisoare, două zile mai târziu. La 30 ianuarie 2011, Mohamed Morsi, membru al Fraților Musulmani, a telefonat Al Jazeera să anunțe autoritățile statului că el și 34 de deținuți ai închisorii au fost eliberați de către un grup de aproximativ 100 de persoane necunoscute și că gardienii și oficialii închisorii au fost de negăsit. Morsi a descris situația deținuților eliberați, a precizat locatia exactă a închisorii și a cerut Aljazeera să-i ajute să găsească oficialii de stat, care i-ar putea ajuta cu următoarea mișcare. După înlăturarea sa de la putere, în 2013, armata a catalogat elibearea drept evadare.

### Campania prezidențială
După ce Khairat El-Shater a fost descalificat de la alegerile prezidențiale din 2012, Morsi, care a fost inițial nominalizat candidat de rezervă, a fost devenit noul candidat al Partidului Libertății și Justiției. Campania sa a fost susținută de pretul egiptean Safwat Hegazi la un miting in El-Mahalla El-Kubra, epicentrul protestelor lucrătorilor egipteni. După primul tur al alegerilor prezidențiale din Egipt, primul scrutin liber, exit-pollurile au sugerat o cotă 25,5 la sută din voturi pentru Morsi, ceea ce l-a împins în turul doi. Suporterii săi au sărbătorit în Piața Tahrir din Cairo, după conferința de presă a autorității electorale, când rezultatul a fost anunțat. El s-a plasat cu puțin înaintea fostului prim-ministru al lui Mubarak, Ahmed Shafik, și a fost remarcat pentru caracterul islamist. 
La 30 mai 2012, Morsi a intentat un proces împotriva prezentatorului de televiziune Tawfiq Okasha, acuzându-l de "minciuni intenționate și acuzații care se ridică la defăimare și calomnie". Potrivit ziarului on-line Egipt Independent, o filială în limba engleză a cotidianului egiptean Al-Masry Al-Youm, Okasha a petrecut trei ore în 27 mai 2012 criticând Frăția Musulmană și pe Morsi. După ce acesta a difuzat un film reprezentând extremiști islamiști tunisieni executând un creștin în timp ce acesta se întreaba "cum vor guverna astfel de oameni?", unii analiști au sugerat că acest lucru a fost difuzat cu referire la Frăția Musulmană. Guvernul tunisian a caracterizat înregistrarea ca o farsă.
La 24 iunie 2012, Morsi a fost anunțat drept câștigător al alegerilor cu 51.73% din voturi. Imediat după anunțarea rezultatelor, el a demisionat din funcția de președinte al Partidului Libertății și Justiției.

## Președintele Egiptului
La 30 iunie 2012, Morsi a fost învestit în funcție, devenind al cincilea și primul președinte ales democratic din istoria Egiptului. El a succedat lui Hosni Mubarak, care a lăsat funcția de Președinte al Egiptului vacantă după ce a fost forțat să demisioneze la 11 februarie 2011. 

### Politica internă
Potrivit Foreign Policy, efectul inițial al președinției lui Morsi cu privire la politica internă a fost neclară, birocrația Egiptului rămânând aprovizionată cu foștii loialiști ai regimului Mubarak, ceea ce ar putea bloca orice schimbări pe care Morsi ar încerca să le producă. Într-un interviu, el a declarat că preferința lui a fost o perioadă interimară în care să domine un sistem prezidențial-parlamentar mixt, care ar putea deschide calea pentru un sistem în care legiuitorul să aibă dominația completă. 
La 10 iulie 2012, Morsi a reconvocat Parlamentul dominat de islamiști, care fusese dizolvat de către Suprema Curte Constituțională la 14 iunie 2012. Potrivit agenției oficiale de știri din Egipt, Morsi a ordonat înstalarea imediată în funcție a parlamentarilor aleși în 2011, din care majoritatea sunt membri ai Partidului Libertății și Justiției și ai altor grupuri islamiste.  La 12 august 2012, l-a numit pe Mahmoud Mekki în funcția de vice-președinte al Egiptului. La 22 decembrie 2012, Mekki a demisionat.  După demisia lui Kamal Ganzouri, Morsi l-a însărcinat pe Hesham Qandil cu formarea noului guvern.  La 2 august 2012, Qandil a fost învestit în funcția de prim-ministru.  La 27 august 2012, Morsi a numit 21 de consilieri prezidențiali, între care trei femei, doi creștini, doi generali și un număr mare de figuri islamiste proeminente. De asemenea, el a numit noii guvernatori ale celor 27 de regiuni ale țării. 
La 12 august 2012, Morsi le-a cerut generalilor Mohamad Hussein Tantawi, comandantul forțelor armate ale țării, și Sami Hafez Anan, șeful personalului militar, să demisioneze.  În locul lui Tantawi, el l-a numit pe generalul Abdul Fatah al-Sisi. Purtătorul de cuvânt al lui Morsi, Yasser Ali, a anunțat că atât Tantawi, cât și Anan vor servi în funcția de consilieri prezidențiali. De asemenea, el a anulat amendamentele constituționale care limitau atribuțiile președintelui, adoptate de Consiliul Suprem al Forțelor Armate. Morsi a concediat doi oficiali de securitate de cel mai înalt rang: șeful serviciilor de informații, Muwafithe Murad și comandantul gărzilor prezidențiale.

#### Decretul puterilor prezidențiale
La 22 noiembrie 2012, Morsi a emis un decret prin care immuniza acțiunile sale de la orice provocare juridică, sporind puterile prezidențiale. Decretul prevede că va fi în vigoare doar până când o nouă constituție este ratificată. Declarația prevede, de asemenea, arestarea celor acuzați de uciderea protestatarilor înaintea demisiei lui Mubarak, care au fost achitați, și extinde mandatul Adunării Constituante cu două luni. Grupurile liberale și seculare au demisionat din Adunarea Constituantă, în timp ce membri Frăției Musulmane l-au sprijinit pe Morsi. 
Măsura a fost criticată de către Mohamed ElBaradei, care a declarat că Morsi a "uzurpat toate puterile în stat și s-a încoronat pe el însuși noul faraon al Egiptului."  Aceasta măsură a dus la proteste masive și acțiuni violente în întregul Egipt, protestatarii adunându-se în Piața Tahrir, locul protestelor care au precedat demisia lui Hosni Mubarak. Protestatarii au cerut anularea decretlui și dizolvarea Adunării Constituante.  Cei care s-au adunat în piață au chemat la un "protest imens", la 27 noiembrie. Deși declarația nu a fost anulată, Morsi a fost de acord să limiteze domeniul de aplicare al decretului, după patru zile de proteste ale opoziției și demisia mai multor consilieri de rang înalt. Purtătorul de cuvânt al Morsi a anunțat că un acord a fost încheiat cu autoritățile judiciare, prin care ar anula imunitatea acțiunilor președintelui în fața instanțelor de judecată, dar ar păstra puterea sa de a proteja Adunarea Constituantă de a fi dizolvată de către instanțele judecătorești înainte de a-și fi terminat activitatea. Președintele Morsi, de asemenea, a fost de acord să nu mai existe alte arestări ale foștilor oficiali ai lui Mubarak, fără dovezi concrete.  La 8 decembrie 2012, Morsi a anulat decretul său care a extins autoritatea prezidențială și a eliminat controlul judiciar al decretelor sale. 

#### Noua Constituție
La 1 decembrie 2012, Adunarea Constituantă a predat proiectul de constituție lui Morsi, care a anunțat că un referendum constituțional va avea loc la 15 decembrie 2012.  La 4 decembrie 2012, Morsi a părăsit palatul prezidențial, după ce o serie de protestatari au intrat prin coridoarele clădirii. Un referendum constituțional a avut loc în două tururi de scrutin, la 15 și 22 decembrie 2012, cu 64% de voturi pentru, și 33% împotrivă. Noua Constituție a intrat în vigoare printr-un decret prezidențial emis de Morsi la 26 decembrie 2012.

### Înlăturarea
Pe 30 iunie 2013, la prima aniversare a alegerii lui Morsi, milioane de protestatari au cerut demisia imediată a președintelui din cauza problemelor politice, economice și sociale care s-au agravat în timpul mandatului său. Demonstrațiile în masă au fost planificate de Tamarod (rebeliune în arabă), o mișcare spontană care susține că a colectat peste 22 de milioane de semnături pentru o petiție care îi cerea lui Morsi să demisioneze din funcția de președinte. La 1 iulie, armata egipteană a emis un ultimatum de 48 de ore partidelor politice pentru a satisface cererile poporului egiptean, amenințând că va interveni în cazul în care litigiul nu va fi soluționat.  Președinția a respins ultimatumul înaintat de armată, făgăduind că președintele are propriile sale planuri pentru reconcilierea națională și rezolvarea crizei politice.  Morsi a fost răsturnat la 3 iulie 2013, de un consiliu format din ministrul Apărării, Abdul Fatah al-Sisi, Mohamed ElBaradei, Marele Imam din Al Azhar Ahmed El-Tayeb, și Papa copt Tawadros al II-lea.
Pe 17 iunie 2019, media de stat din Egipt a declarat că Morsi ar fi murit în urma unui infarct, în timpul unui proces.